# Orbici
Orbici (en llatí Orbicius, en grec  ̓Οπβίκιος) fou un escriptor romà d'Orient del segle v-vi.
Segons l'Etymologicum Magnum va escriure un tractat sobre les diverses subdivisions d'un exèrcit amb el nom Ορβικίου τω̂ν περὶ τὸ στράτευμα τάξεων, Orbicii de Exercitus Ordinibus, un tractat sobre les divisions i subdivisions d'un exèrcit i els títols dels seus comandants.